# Ralt
Ralt è stata una casa inglese produttrice di vetture monoposto fondata da Ron Tauranac dopo che questi aveva ceduto la Brabham a Bernie Ecclestone.

## La storia
Il nome era stato coniato negli anni cinquanta da Tauranac e da suo fratello Austin Lewis per delle vetture che avevano costruito e con cui lo stesso Ron aveva vinto un campionato australiano di gare in salita nel 1954.
Nel 1974 Tauranac recupera il nome e sfruttando l'esperienza già fatta in Brabham inizia l'attività di costruzione di monoposto destinate alla vendita per le categorie minori.
La prima vettura è stata la RT1, auto versatile che ha corso dal 1975 al 1978 in Formula 2, Formula 3 e Formula Atlantic, ciò è stato possibile anche perché i motori delle varie categorie avevano differenze limitate, infatti sia le Formula 2 che le Formula 3 usavano motori da 2000 cm³ con l'unica differenza che le Formula 3 avevano, per regolamento, un condotto di aspirazione di 24 mm di diametro massimo che ne limitava la potenza.

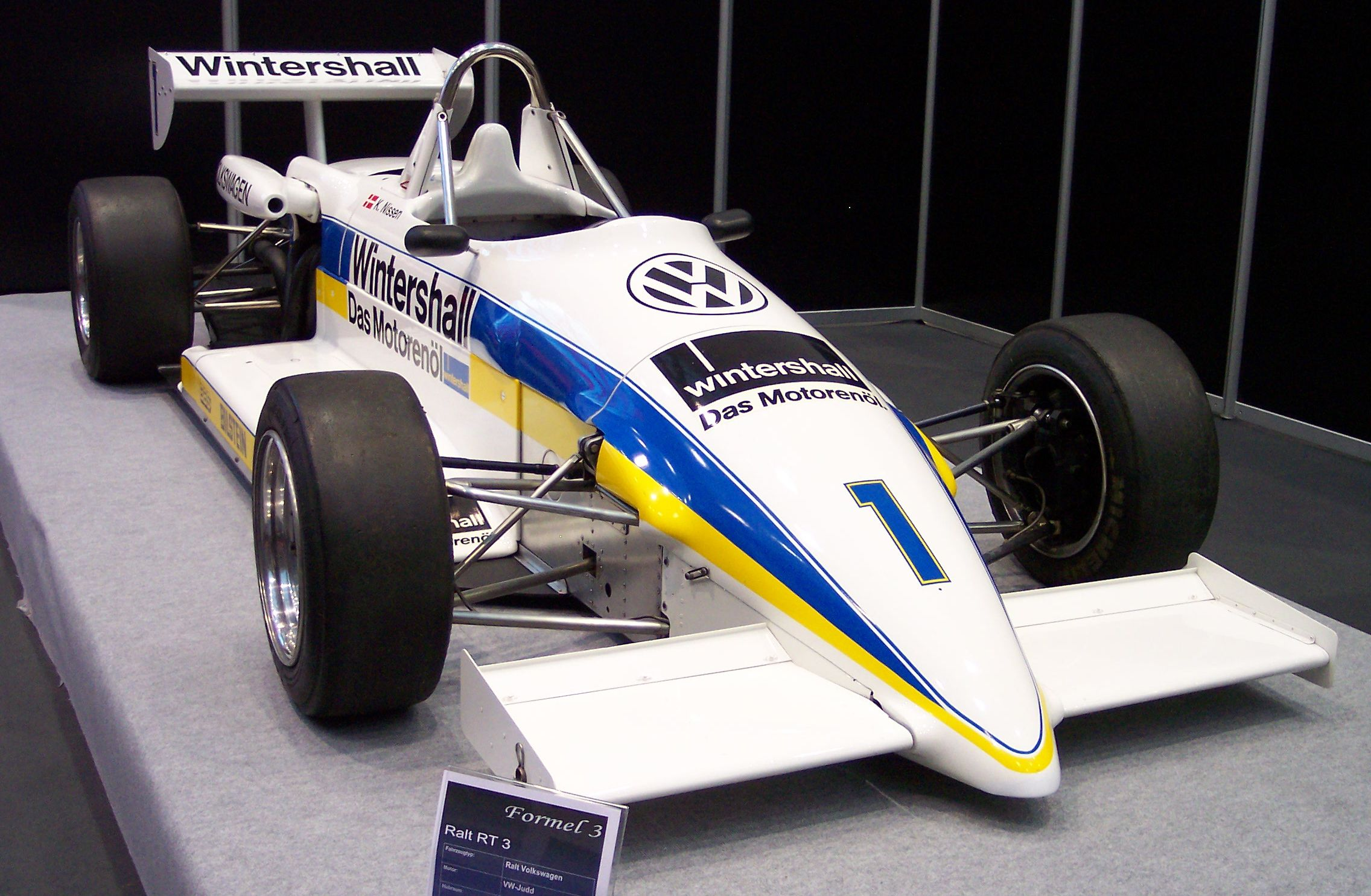
Una Ralt RT 3

Nel 1979 la RT3 è stata la migliore F.3 a effetto suolo mai prodotta, vincente fino al 1984 vincitrice almeno una volta di tutti i campionati nazionali ed europei, pensionata nel 1985 per il divieto regolamentare che bandiva le wing car. Tuttavia in Italia potrà continuare a gareggiare per alcuni anni nel campionato nazionale di Formula 2000 che ammetteva vetture di F. 3 con almeno un anno di anzianità e con la strozzatura all'aspirazione a 23,5 mm. Questo campionato è stato quasi completo appannaggio di RALT RT3 perché le più moderne F.3, che non sfruttavano l'effetto suolo, non potevano competere con la RT3. Successivamente, anche in questo campionato vi sarà il divieto regolamentare a fermarla.
Anche la RALT RT5, prodotta all'inizio degli anni '80 ebbe un grandissimo successo, questa vettura destinata alla Formula Super Vee finirà per monopolizzare tutti i campionati della categoria fino alla soppressione della categoria stessa.
In Formula 2 nel 1979 la RALT fornì la RT2 al Team Toleman e ad altri privati, Con Brian Henton potrebbe vincere subito il campionato ma a causa di un taglio di pista nella gara di Pergusa, Henton viene squalificato e perde punti determinanti. L'anno seguente, dopo la decisione della Toleman di produrre la vettura in proprio, Tauranac riuscì ad ottenere un accordo con la Honda che gli garantì la fornitura di un motore 6 cilindri e il sostegno economico per schierare un proprio team nel campionato europeo di Formula 2 fino al 1984, in questi anni con il modello RH6 la RALT vincerà i campionati 1981, 1983 e 1984, in quest'ultimo la superiorità delle RALT-Honda sarà schiacciante vincendo 9 delle 11 gare in programma.
Nel 1985 con l'avvento della Formula 3000 al posto della Formula 2 Tauranac perderà la Honda, più interessata a trasformare il suo motore 2 litri in un 1500 cm³ sovralimentato per la Formula 1 che a proseguire in una categoria minore, ma riuscirà a schierare il proprio team con due vetture RB20 grazie all'appoggio economico della Bridgestone. Tuttavia, pur rimanendo in lizza per il titolo fino alla fine, Mike Thackwell, campione uscente di F. 2 non riuscirà a vincere il campionato.
Nel 1986 Tauranac, dopo aver perso la sponsorizzazione Bridgestone, si limiterà a costruire vetture per clienti, Pierluigi Martini al volante di una RT20 arriverà secondo in campionato.
Nel 1985, con la fine delle Wing-car, finisce il periodo d'oro delle RALT, per alcuni anni saranno ancora competitive in F.3 e F.3000 ma gradualmente verranno superate da Dallara in F.3 e da March e Reynard in F.3000.
A fine 1988 Tauranac cederà l'azienda alla March che ne continuerà l'attività per alcuni anni, producendo vetture di F.3 con il marchio Ralt, che tra fine anni '80 e inizio '90 vinceranno ancora diversi campionati nazionali tra F3 inglese, tedesca, francese e giapponese.